# Nowoszów

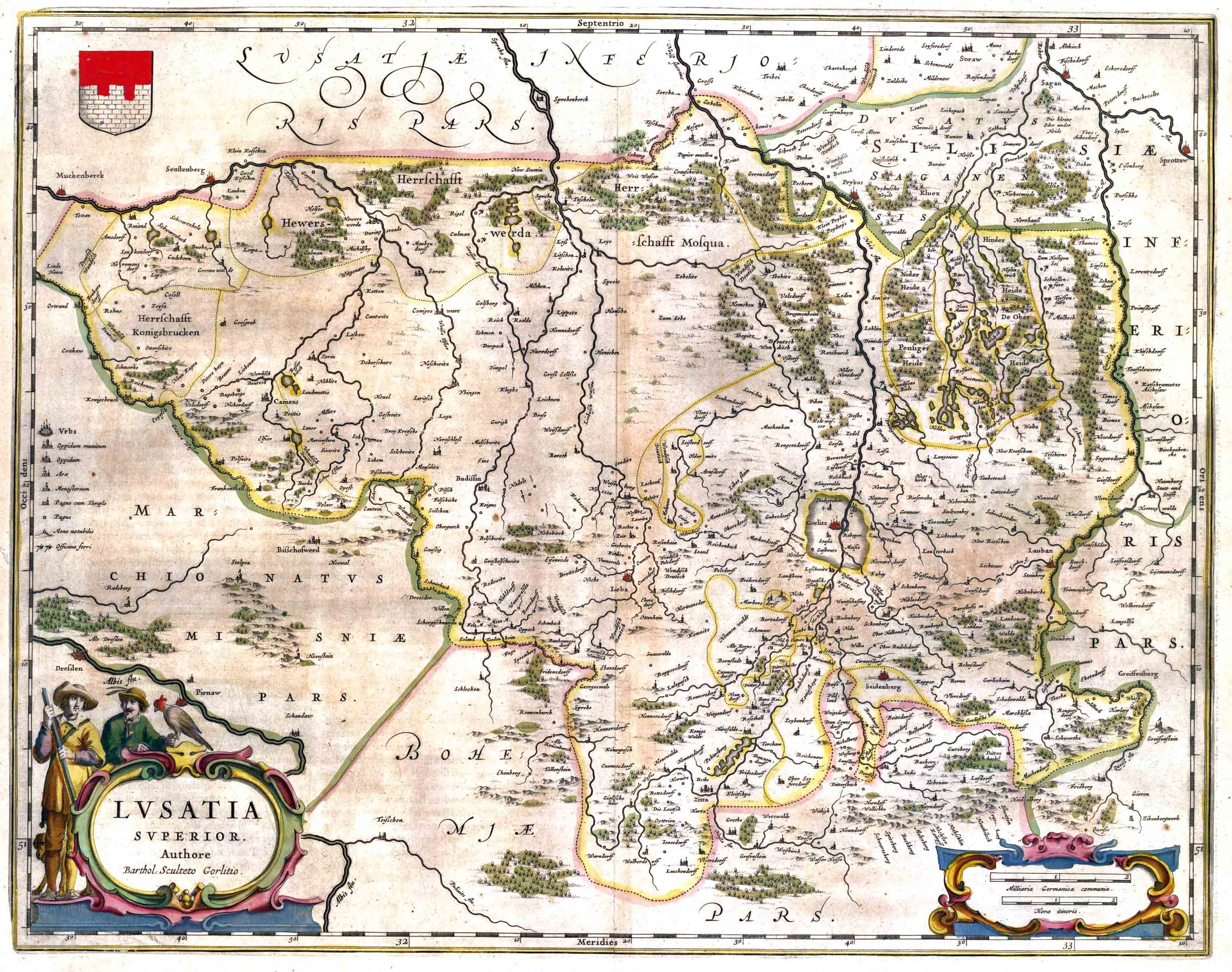
Mapa Górnych Łużyc z 1635 roku z Nowoszowem (Neuehauß)

Nowoszów także Nowiny (do 1945 niem. Neuhaus) – uroczysko-dawna miejscowość w Polsce, w województwie lubuskim, w powiecie żagańskim, gminie Iłowa. W latach 1975–1998 uroczysko znajdowało się na terenie województwa zielonogórskiego.
Z Iłowej przez Nowoszów prowadzi kilka szlaków rowerowych (m.in. do Kliczkowa) czyniąc to miejsce atrakcyjnym celem wycieczek. Rower jest obecnie najprostszym środkiem transportu lądowego umożliwiającym dotarcie do byłej wsi, bowiem dawne połączenia drogowe – podobnie, jak kolejowe – przestały istnieć w latach powojennych.

## Położenie
Nowoszów leży na południowo-wschodnim krańcu gminy Iłowa w odległości ok. 9 km na południowy wschód od miasta Iłowa. W bezpośrednim sąsiedztwie miejscowości znajduje się granica województw lubuskiego i dolnośląskiego. Leży ono na pograniczu historycznych Łużyc Górnych i Łużyc Dolnych oraz Dolnego Śląska, na terenie Borów Dolnośląskich nad Czerną Wielką. Na północny wschód od Nowoszowa w odległości ok. 4 km przebiega DK18 (przyszła autostrada A18), która stanowi część zaprojektowanej i częściowo wybudowanej na przełomie lat 30. i 40. autostrady RAB 9 Berlin – Wrocław. Za tą drogą znajduje się Ośrodek Szkolenia Poligonowego Żagań-Świętoszów.

## Historia
W Nowoszowie istniał zamek zwany Nowym Dworem lub Nowym Domem wybudowany na lewym brzegu Czernej Wielkiej około roku 1366 przez księcia świdnicko-jaworskiego i margrabiego Dolnych Łużyc Bolka II Małego. Zamek, m.in. wraz z oddalonym o ok. 25 km zamkiem w Kliczkowie czy położonym dalej na południe zamkiem Czocha, był częścią systemu warowni granicznych strzegących zachodnich rubieży księstwa przed najazdami wojsk czeskich (sąsiadujące Milsko od 1348 wchodziło w skład Korony Czeskiej), a ponadto strzegł nowego traktu handlowego wytyczonego przez księcia, który omijał miasta Górnołużyckiego Związku Sześciu Miast. Krótko po śmierci Bolka świdnickiego, za panowania księżnej Agnieszki Habsburżanki, wdowy po nim, pomiędzy rokiem 1368 a 1369 warownia i jej umocnienia zostały zniszczone na polecenie mieszczan zgorzeleckich przez wojska Związku Sześciu Miast w ramach walki z rycerzami-rabusiami (niem. Raubrittern). Widoczne jeszcze w ubiegłym stuleciu ślady po twierdzy Bolka Małego nie zachowały się do czasów współczesnych. W 2018 roku w wyniku badań archeologicznych ustalono prawdopodobną lokalizację zamku na głównej wyspie.
Po roku 1370, po włączeniu Dolnych Łużyc do Królestwa Czech, Agnieszka sprzedała Nowoszów Heinrichowi von Seidlitz (Czedelicz). W 1377 nowym właścicielem wsi został Beneš z Dubí – wójt Górnych Łużyc, który nabył wieś za kwotę 200 grzywien. Od niego zaś Nowoszów odkupili mieszczanie zgorzeleccy.
W Nowoszowie (podobnie, jak np. w pobliskich Kowalicach czy Ruszowie) liczne były kuźnice i hamernie, powstałe w średniowieczu w okolicy bogatej w pokłady rudy darniowej oraz drewna, którym przepływająca przez miejscowość rzeka dawała napęd za pośrednictwem kół wodnych. W 1845 roku we wsi istniał młyn wodny oraz pracowały 4 krosna tkackie z napędem wodnym.
We wsi istniał kościół ewangelicki należący do parafii ewangelicko-augsburskiej w Koninie Żagańskim, o czym świadczą zachowane w zasobach Archiwum Państwowego w Zielonej Górze parafialne księgi metrykalne z lat 1765–1887. W pobliżu wsi, przy leśnej drodze w kierunku Ławszowej, zachował się stary kamienny monolitowy krzyż w formie krzyża łacińskiego, wykonany z piaskowca o wymiarach 130 × 44 × 26 cm, z wyrytą inskrypcją: "SW 1768 16 Novbr.". Powód powstania krzyża jest nieznany. Próbuje go tłumaczyć kilka legend. Według jednej z nich 16 listopada 1768 r. znalazł tu śmierć niejaki Samuel Weise lub Wenzel. Inna, bardziej bajeczna legenda mówi, że pewien czarownik chciał w tym miejscu zwołać wszystkie żmije z całej puszczy i zaczarować je, lecz popełnił jakiś błąd w sztuce i te go zagryzły. Kolejna legenda, najpopularniejsza w ostatnich dziesięcioleciach,  mówi, że jest to tzw. krzyż pokutny (pojednania) czyli krzyż fundowany przez zabójcę w wyniku jego umowy pojednawczej z rodziną zabitego. Przypuszczenie to nie ma oparcia w żadnych dowodach ani badaniach a jest oparte jedynie na nieuprawnionym założeniu, że wszystkie stare kamienne krzyże monolitowe, o których nic nie wiadomo, są krzyżami pokutnymi, chociaż w  rzeczywistości powód fundacji takiego krzyża może być różnoraki, tak jak każdego innego krzyża. Ta ostatnia legenda stała się na tyle popularna, że zaczęła być odbierana jako fakt i pojawiać się w lokalnych opracowaniach, informatorach czy przewodnikach jako informacja, bez uprzedzenia, że jest to co najwyżej luźna hipoteza bez żadnych bezpośrednich dowodów.
W pierwszej połowie XIX wieku właścicielką miejscowości była księżna Dorota Talleyrand z Żagania. Od 1833 wieś znajdowała się w obrębie gminy w Iłowej. 1 października 1929 do ówczesnej wsi Neuhaus dołączono mniejszą, leżącą również nad Czerną Wielką nieco dalej na północ, osadę Neudorf a./Tschirne. Do 1945 wieś licząca ok. 300 mieszkańców (1939) skomunikowana była z czynną od 1846 roku linią kolejową Żary – Węgliniec za pośrednictwem bocznicy prowadzącej do stacji w Ruszowie. Wybudowana ona została w celu obsługi powstałej tu filii należących do rodziny Winklerów zakładów tkackich z Iłowej.
W dniach 6–10 kwietnia 1945 mieścił się tutaj sztab przygotowującej się do operacji berlińskiej II Armii WP. Po zakończeniu II wojny światowej miejscowość została opuszczona, zniszczona i rozebrana. Do czasów współczesnych zachowały się jedynie resztki cmentarza i ruiny młyna oraz podziemne pozostałości zabudowy mieszkalnej i gospodarczej.
W latach 1945-1954 stanowiły gromade w gminie Ruszów w powiecie zgorzeleckim w woj. wrocławskim.

## Leśnictwo
Leśnictwo Nowoszów ma swoją siedzibę w Ruszowie i jest częścią Nadleśnictwa Świętoszów.

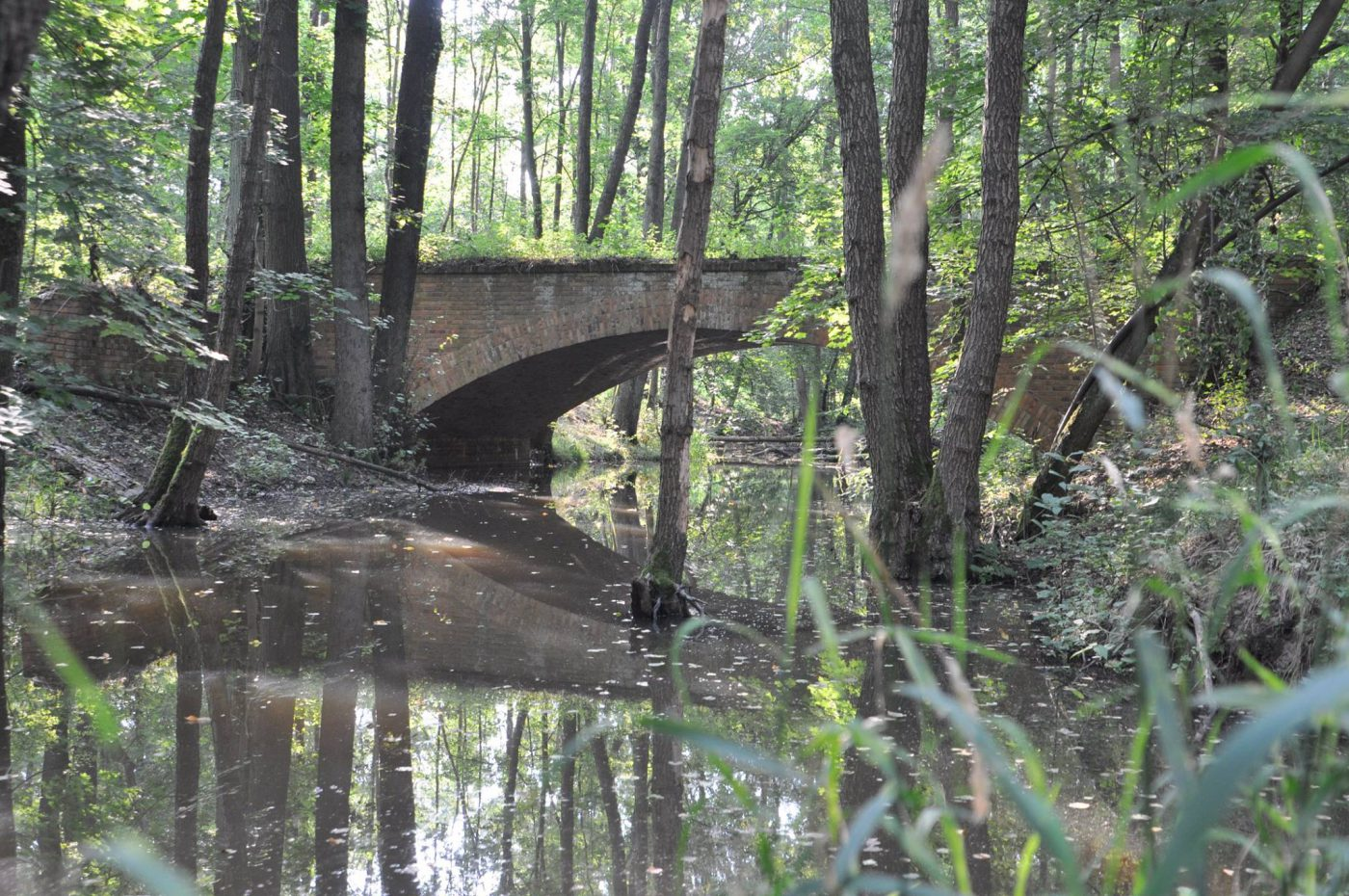
Czerwony Most w Nowoszowie podczas badań Archeologii Żywej w 2018 roku.